# Treasure of the heart ~Kimi to Boku no Kiseki~
Singles de ZONE
Egao Biyori
(2005)
Treasure of the heart ~Kimi to Boku no Kiseki~ est le 16e single major du groupe ZONE sous le label Sony Music Records et le 17e en tout, sorti le 6 juin 2012 au Japon. Il arrive 18e à l'Oricon et reste classé 4 semaines.

## Liste des titres
| 1. | Treasure of the heart ~Kimi to Boku no Kiseki~ (Treasure of the heart ~キミとボクの奇跡~)                |  |
| 2. | Yume no Kanata (ユメノカナタ)                                                                            |  |
| 3. | Arigato                                                                                                  |  |
| 4. | Treasure of the heart ~Kimi to Boku no Kiseki~ (Instrumental) (Treasure of the heart ~キミとボクの奇跡~) |  |
| 5. | Yume no Kanata (Instrumental) (ユメノカナタ)                                                             |  |
| 6. | Arigato (Instrumental)                                                                                   |  |

| 1. | Treasure of the heart ~Kimi to Boku no Kiseki~ (PV) (Treasure of the heart ~キミとボクの奇跡~) |  |
| 2. | Making Of                                                                                      |  |